# Частуха
Часту́ха, или Водяно́й ши́льник, или Али́сма (лат. Alísma) — род многолетних травянистых растений семейства Частуховые (Alismataceae). Насчитывается около десяти видов, широко распространённых по всему свету (большей частью — в Северном полушарии). На территории бывшего СССР встречается 6 видов частухи.
Некоторые виды используются в декоративном садоводстве.

## Название
Научное название рода имеет древнегреческое происхождение и происходит от названия водного растения, которое упоминал Диоскорид в своём труде «О лекарственных веществах» (лат. De materia medica, I век н. э.).
В синонимику рода входит название Plantaginastrum Heist. ex Fabr. (1759).
За сходство с некоторыми видами подорожника (Plantago) частуху называют «водяным подорожником» (но чаще название применяют только к виду Alisma plantago-aquatica).
Изредка используется название вахтовник.

## Распространение
Виды частухи широко распространены в умеренных регионах Северного полушария, а также в и Южной Африке. Некоторые виды встречаются в тропиках Юго-Восточной Азии, Австралии, Восточной и Южной Африки, Центральной Америки. Все представители рода — водные и болотные растения.
Некоторые виды — сорняки сельскохозяйственных культур, выращиваемых в условиях ирригации.

## Биологическое описание

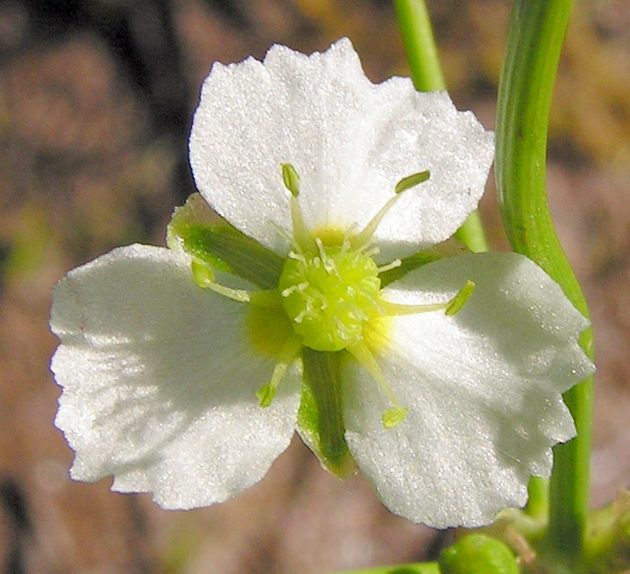
Цветок частуха обыкновенная|частухи обыкновенной (Alisma plantago-aquatica) крупным планом

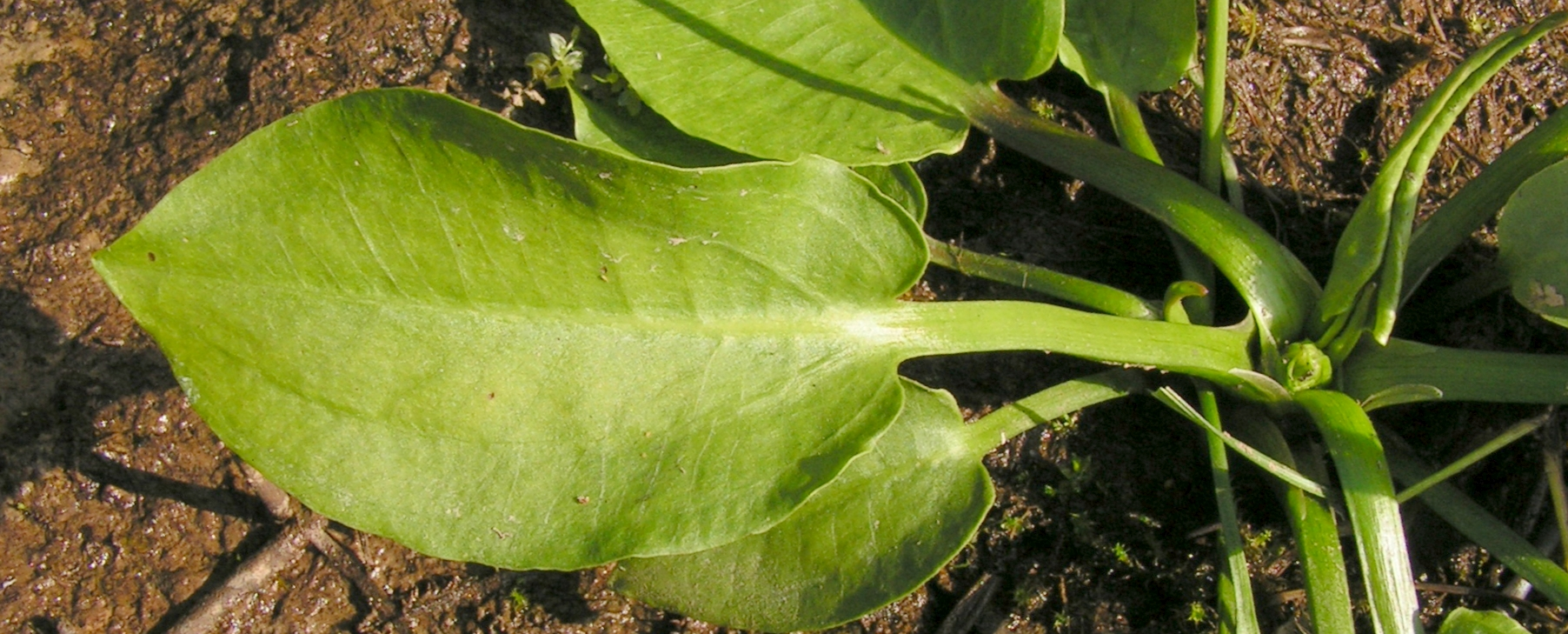
Лист и центральная часть прикорневой розетки частуха обыкновенная|частухи обыкновенной (Alisma plantago-aquatica)

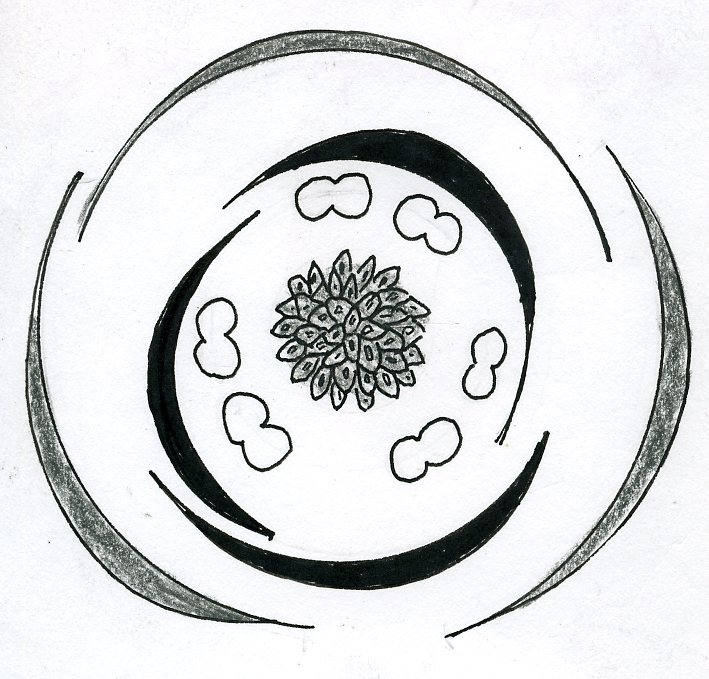
Частуха: диаграмма цветка

Представители рода — многолетние (реже однолетние) травянистые растения.
Корневище очень короткое, толстое.
Листья с длинными черешками, собраны в прикорневые розетки. Для частухи характерна существенная гетерофиллия (разнолистность): подводные листья — линейные, с параллельным жилкованием; надземные — с ланцетной или яйцевидной пластинкой, с клиновидным или сердцевидным основанием, с кампилодромным жилкованием (при таком виде жилкования боковые жилки отходят лишь от центральной жилки и направлены к краю листа).
Цветоносы появляются из центра листовых розеток. Цветки актиноморфные, с двойным околоцветником. Чашелистиков три, они зеленоватые, остаются на плодах. лепестков также три; они свободные, опадающие; белые или розовато-белые; у растений, растущих под водой, лепестки иногда недоразвиты. Цветки обоеполые, с шестью тычинками и многочисленными плодолистиками, расположенными на почти плоском цветоложе. Плодолистик — с одним семязачатком. Цветки расположены мутовчато в пазухах брактей (листьев верховой формации в области соцветия); собраны в пирамидальное метельчатое соцветие, в мутовках которого может быть от 3 до 11 веточек. Пыльники обычно экстрорзные (то есть вскрываются щелью, образующейся с внешней стороны пыльцевых гнёзд, в результате пыльца высыпается большей частью за пределы цветка). Опыление короткохоботковыми насекомыми.
Плоды — мелкие, по бокам сплюснутые многоорешки зелёного цвета; на спинке имеют одну-две бороздки; распадаются на плавающие сегменты (плодики), каждый из которых содержит по одному семени.

## Химический состав
Представители рода в свежем виде ядовиты для скота; содержат вещества, которые могут вызывать раздражение при контакте с кожей человека.

## Значение и применение
Некоторые виды частухи используются в декоративном садоводстве — их сажают по краям прудов или в заболоченных местах садов и парков; растения ценятся в том числе и по той причине, что практически не требуют ухода. Размножение — семенами и делением.
Корневище частухи обыкновенной (Alisma plantago-aquatica) богато крахмалом, съедобно после термической обработки (например, в печёном виде).
Частуха служит кормом для ондатры и уток.

### Список видов
По данным Королевских ботанических садов в Кью в род входят восемь видов частухи, а также три естественных гибрида (звёздочкой * выделены виды и гибриды, произрастающие на территории России и сопредельных стран):
- Alisma ×bjoerkqvistii Tzvelev (1979) — Частуха Бьёрквиста*
- Alisma canaliculatum A.Braun & C.D.Bouché (1867) — Частуха желобчатая*
- Alisma gramineum Lej. (1811) — Частуха злаколистная*
- Alisma ×juzepczukii Tzvelev (1979) — Частуха Юзепчука*
- Alisma lanceolatum With. (1796) — Частуха ланцетолистная, или Частуха ланцетная*
- Alisma nanum D.F.Cui (1992)
- Alisma plantago-aquatica L. (1753) typus[14] — Частуха обыкновенная, или Частуха подорожниковая, или Водный подорожник*

Подвиды:
Alisma plantago-aquatica subsp. orientale (Sam.) Sam.
Alisma plantago-aquatica subsp. plantago-aquatica
- Alisma ×rhicnocarpum Schotsman (1949)
- Alisma subcordatum Raf. (1808)
- Alisma triviale Pursh (1813)
- Alisma wahlenbergii (Holmb.) Juz. (1933) — Частуха Валенберга*

Некоторые авторы считают, что род состоит из двух или даже из одного вида с подвидами.

### Описание некоторых видов
Ниже приведено краткое описание некоторых видов частухи (в алфавитном порядке научных названий):
- Alisma ×bjorkqvistii Tzvelev (1978) — Частуха Бьёрквиста. Гибридный вид, являющийся, по всей видимости, результатом гибридизации Alisma plantago-aquatica L. × Alisma gramineum Lej. Встречается в Западной Сибири (в бассейне реки Оби), спорадически в Европейской России[15], в Оренбургской области. Листья у растений этого вида похожи на Alisma plantago-aquatica, стилодии же похожи на Alisma gramineum. Пыльники недоразвитые, длиной 0,2—0,3 мм. Растения, вероятно, стерильны — в отличие от частухи Юзепчука Tzvelev — Alisma juzepczukii, также, по-видимому, являющемуся результатом гибридизации тех же двух видов. Вид назван в честь шведского ботаника Ингемара Бьёрквиста (швед. Ingemar Björkqvist), автора многих работ, посвящённых роду Частуха[6].
- Alisma gramineum Lej. (1811) — Частуха злаковидная. Растение распространено в Евразии от атлантического побережья до Восточной Сибири и Монголии, встречается также в Африке (в Эфиопии) и в Северной Америке. У растения имеется как подводная, так и наземная форма. У подводной формы листья линейные, шириной от 1 до 3,5 мм; у надземной — листья ланцетные, обычно с клиновидным основанием. Стилодий короткий, во время цветения существенно короче завязи; при плодах — крючковидно согнутый. Пыльники имеют длину от 0,3 до 0,6 мм. У подводной формы лепестки и пыльники часто недоразвиты. Длина плодов — от 1,7 до 2,3 мм. Число хромосом: 2n = 14[6].
- Alisma ×juzepczukii Tzvelev (1978) — Частуха Юзепчука. Вид, распространённый в Скандинавии; на территории России встречается по берегам Финского залива, а также по берегам некоторых озёр. По числу хромосом (2n = 14) и по строению плодов частуха Юзепчука сходна с частухой обыкновенной — Alisma plantago-aquatica, хотя по внешним признакам этот вид практически не отличается от частухи ланцетолистной (Alisma lanceolatum) (2n = 26, 28). Возможно, частуха Юзепчука является результатом гибридизации Alisma plantago-aquatica L. × Alisma gramineum Lej., как и Alisma ×bjorkqvistii, но, в отличие от последнего, растения которого стерильны, частуха Юзепчука успешно плодоносит. Листья ланцетные, часто с сизоватым оттенком; к основанию клиновидно сужаются; собраны в прикорневую розетку. Стилодии во время цветения длиннее или равны по длине завязи. Длина пыльников — от 0,7 до 1,1 мм. Плодики с гладкой поверхностью, с почти прямой брюшной стороной, с тонкокожистыми, непрозрачными боками, постепенно переходящими в утолщённую спинную часть. Число хромосом: 2n = 14[6]. В русскоязычной литературе вид обычно не рассматривается как гибридный и не помечается знаком знаком гибридного происхождения (×).
- Alisma lanceolatum With. (1796) — Частуха ланцетолистная. Вид распространён в Евразии от атлантического побережья до Средней Азии, а также в Северной Африке. Листья ланцетные, часто с сизоватым оттенком; к основанию клиновидно сужаются; собраны в прикорневую розетку. Стилодии во время цветения длиннее или равны по длине завязи. Длина пыльников — от 0,7 до 1,1 мм. Плодики по бокам перепончатые, полупрозрачные; спинная часть сильно утолщённая. Поверхность плодиков покрыта многочисленными поперечными рядами неправильных бугорков. Число хромосом: 2n = 26, 28[6].
- Alisma plantago-aquatica L. (1753) — Частуха обыкновенная, или Частуха подорожниковая. Наиболее известный и широко распространённый вид. Встречается в различных местах с повышенным увлажнением — по берегам водоёмов и на мелководьях, на болотистых лугах, в канавах[8] во всех умеренных регионах Северного полушария; встречается также в Африке и Южной Австралии[7]. Листья с длинным черешком, ланцетно-яйцевидной пластинкой[6], могут достигать в длину 20 см[7]; собраны в прикорневую розетку. Как и для других видов частухи, для частухи обыкновенной характерна гетерофиллия (разнолистность): подводная форма растения имеет линейные листья. Стилодии во время цветения длиннее или равны по длине завязи. Длина пыльников — от 0,7 до 1,1 мм. Плодики с гладкой поверхностью, с почти прямой брюшной стороной, с тонкокожистыми, непрозрачными боками. Число хромосом: 2n = 14[6].
- Alisma wahlenbergii (Holmb.) Juz. (1934) — Частуха Валенберга. Вид распространён в Скандинавии; в России встречается на побережье Финского залива. У растения имеется только подводная форма. Листья узкие, шириной от 0,6 до 2 мм. Ножка соцветия имеет дуговидную форму, по причине чего соцветия нередко углублены в песок. Стилодий короткий, во время цветения существенно короче завязи; при плодах — крючковидно согнутый. Пыльники имеют длину от 0,3 до 0,6 мм. Лепестки и пыльники часто недоразвиты. Цветки всегда клейстогамные (то есть нераспускающиеся цветки, самоопыление в которых происходит внутри бутонов). Длина плодов — от 1,4 до 1,7 мм[6].

| |  |  |
| Слева направо: частуха обыкновенная (Alisma plantago-aquatica), частуха ланцетолистная (Alisma lanceolatum), частуха злаковидная (Alisma gramineum) |  |  |

### Виды, ранее относимые к роду Частуха
Несколько видов, которые ранее относили к роду Частуха, сейчас входят в состав других родов:
- Alisma parnassifolium Bassi (1768) — Частуха белозоролистная = Caldesia parnassifolia (Bassi) Parl. (1854) — Кальдезия белозоролистная[6]
- Alisma natans L. (1753) — Частуха плавающая = Luronium natans (L.) Rafin. (1840) — Лурониум плавающий[6]
- Alisma damasonium L. (1753) = Damasonium alisma Mill. (1768) — Звездоплодник частуховидный[6]